# Camponotus baldaccii
Camponotus baldaccii är en myrart som beskrevs av Carlo Emery 1908. Camponotus baldaccii ingår i släktet hästmyror, och familjen myror. Inga underarter finns listade.